# III (Haloo Helsinki!)
| Recensione        | Giudizio |
| ----------------- | -------- |
| Helsingin Sanomat | [ 2 ]    |
| Savon Sanomat     | [ 3 ]    |

III è il terzo album di studio della band rock finlandese Haloo Helsinki!, pubblicato il 2 marzo 2011 dalla EMI Music Finland.
L'album è disco di platino in quanto ha venduto oltre 20000 copie ed è entrata nella classifica della Suomen virallinen lista, rimanendoci per 45 settimane consecutive e raggiungendo l'ottava posizione.

## Tracce
1. Hyvää matkaa – 3:51
2. Kuule minua – 4:50
3. Kokeile minua – 3:52
4. Miltä nyt tuntuu – 3:58
5. Jos mun pokka pettää – 3:32
6. Sairastun sinuun – 4:04
7. Teidän lapset – 3:55
8. Moshpit – 3:19
9. Viimeinen maalissa – 3:34
10. Ihan sattumaa – 3:19
11. Maailman toisella puolen – 4:00

Traccia bonus nell'edizione iTunes
1. Entisessä elämässä – 3:49

## Classifica
| Classifica (2011) | Posizione massima |
| ----------------- | ----------------- |
| Finlandia         | 8                 |